# Seiji Igarashi
Seiji Igarashi (五十嵐清次?, Igarashi Seiji; 1946 – 2 settembre 2003) è stato un cestista giapponese.

## Carriera
Con il Giappone ha partecipato ai Campionati del mondo del 1967.